# Tambacounda (Kataba 1)
Pour les articles homonymes, voir Tambacounda (homonymie).
Tambacounda est un village du Sénégal situé en Basse-Casamance. Il fait partie de la communauté rurale de Kataba 1, dans l'arrondissement de Kataba 1, le département de Bignona et la région de Ziguinchor.
Lors du dernier recensement (2002), la localité comptait 840 habitants et 117 ménages.